# Мюллер, Петер (горнолыжник)
Петер Мюллер (нем. Peter Müller, род. 6 октября 1957 года, Адлисвиль) — швейцарский горнолыжник, призёр Олимпийских игр, чемпион мира, победитель этапов Кубка мира. Наиболее удачно выступал в скоростном спуске.
В Кубке мира Мюллер дебютировал 15 января 1977 года, в феврале 1979 года одержал свою первую в карьере победу на этапе Кубка мира, в скоростном спуске. Всего имеет на своём счету 24 победы на этапах Кубка мира, 19 в скоростном спуске, 2 в гигантском слаломе и 3 в комбинации. По общему количеству побед на этапах занимает второе место среди всех швейцарских горнолыжников-мужчин, уступая только Пирмину Цурбриггену (40). Лучшим достижением в общем зачёте Кубка мира, являются для Мюллера 4-е места в сезонах 1981/82, 1984/85 и 1985/86. Трижды в карьере завоевывал Малый Хрустальный глобус в зачёте скоростного спуска в сезонах 1978/79, 1979/80 и 1981/82.
На Олимпийских играх 1980 года в Лейк-Плэсиде занял 4-е место в скоростном спуске, лишь 0,13 секунды уступив в борьбе за бронзу канадцу Стиву Подборски.
На Олимпийских играх 1984 года в Сараево завоевал серебряную медаль в скоростном спуске
На Олимпийских играх 1988 года в Калгари вновь взял серебро в скоростном спуске, уступив соотечественнику Пирмину Цурбриггену.
За свою карьеру участвовал в пяти чемпионатах мира, на которых, как и на Олимпиадах выступал исключительно в скоростном спуске, на чемпионате мира 1987 года стал чемпионом, а на предыдущем и последующем чемпионатах завоёвывал серебро.
Завершил спортивную карьеру в 1992 году, в дальнейшем успешно занимался спортивным ориентированием.

## Победы на этапах Кубка мира (24)
| №  | Сезон   | Дата            | Место               | Дисциплина            |
| -- | ------- | --------------- | ------------------- | --------------------- |
| 1  | 1978/79 | 1 февраля 1979  | Вилларс-сюр-Оллон   | Скоростной спуск      |
| 2  | 1979/80 | 16 декабря 1979 | Валь-Гардена        | Скоростной спуск (2)  |
| 3  | 1979/80 | 6 января 1980   | Пра-Луп             | Скоростной спуск (3)  |
| 4  | 1979/80 | 19 января 1980  | Венген              | Скоростной спуск (4)  |
| 5  | 1980/81 | 9 декабря 1980  | Мадонна-ди-Кампильо | Комбинация            |
| 6  | 1980/81 | 14 декабря 1980 | Валь-Гардена        | Скоростной спуск (5)  |
| 7  | 1981/82 | 27 февраля 1982 | Уистлер             | Скоростной спуск (6)  |
| 8  | 1981/82 | 5 марта 1982    | Аспен               | Скоростной спуск (7)  |
| 9  | 1981/82 | 6 марта 1982    | Аспен               | Скоростной спуск (8)  |
| 10 | 1982/83 | 12 декабря 1982 | Валь-д’Изер         | Супергигант           |
| 11 | 1984/85 | 9 марта 1985    | Аспен               | Скоростной спуск (9)  |
| 12 | 1984/85 | 16 марта 1985   | Панорама            | Скоростной спуск (10) |
| 13 | 1985/86 | 27 января 1986  | Гармиш-Партенкирхен | Комбинация (2)        |
| 14 | 1985/86 | 3 февраля 1986  | Кран-Монтана        | Супергигант (2)       |
| 15 | 1985/86 | 3 февраля 1986  | Кран-Монтана        | Комбинация (3)        |
| 16 | 1985/86 | 8 февраля 1986  | Морзин              | Скоростной спуск (11) |
| 17 | 1985/86 | 21 февраля 1986 | Оре                 | Скоростной спуск (12) |
| 18 | 1985/86 | 8 марта 1986    | Аспен               | Скоростной спуск (13) |
| 19 | 1986/87 | 15 августа 1986 | Лас-Леньяс          | Скоростной спуск (14) |
| 20 | 1986/87 | 28 февраля 1987 | Фурано              | Скоростной спуск (15) |
| 21 | 1986/87 | 14 марта 1987   | Калгари             | Скоростной спуск (16) |
| 22 | 1987/88 | 16 января 1988  | Бад-Клайнкирххайм   | Скоростной спуск (17) |
| 23 | 1987/88 | 12 марта 1988   | Бивер-Крик          | Скоростной спуск (18) |
| 24 | 1988/89 | 9 декабря 1988  | Валь-Гардена        | Скоростной спуск (19) |